# Campeonato Mundial de Curling Femenino de 2015
El XXXVII Campeonato Mundial de Curling Femenino se celebró en Sapporo (Japón) entre el 14 y el 22 de marzo de 2015 bajo la organización de la Federación Mundial de Curling (WCF) y la Federación Japonesa de Curling.
Las competiciones se realizaron en el Gimnasio Tsukisamu de la ciudad japonesa.

## Tabla de posiciones
| Pos | Equipo         | G  | P  | G–P |
| --- | -------------- | -- | -- | --- |
| 1   | Suiza          | 10 | 1  | –   |
| 2   | Canadá         | 9  | 2  | –   |
| 3   | Rusia          | 8  | 3  | –   |
| 4   | China          | 7  | 4  | 1–0 |
| 5   | Escocia        | 7  | 4  | 0–1 |
| 6   | Japón          | 6  | 5  | –   |
| 7   | Suecia         | 5  | 6  | –   |
| 8   | Dinamarca      | 4  | 7  | 1–0 |
| 9   | Alemania       | 4  | 7  | 0–1 |
| 10  | Estados Unidos | 3  | 8  | –   |
| 11  | Finlandia      | 2  | 9  | –   |
| 12  | Noruega        | 1  | 10 | –   |

## Cuadro final
|  | Clasif. a semifinal | Clasif. a semifinal | Clasif. a semifinal |  |  | Semifinal | Semifinal |  |              | Final        | Final |
|  |                     |                     |                     |  |  |           |           |  |              |              |       |
|  | 1                   | Suiza               | 6                   |  |  |           |           |  |              |              |       |
|  | 2                   | Canadá              | 4                   |  |  |           |           |  |              | Suiza        | 5     |
|  |                     |                     |                     |  |  | Canadá    | 7         |  | Canadá       | 3            |       |
|  |                     | Rusia               | 4                   |  |  |           |           |  |              |              |       |
|  | 3                   | Rusia               | 7                   |  |  |           |           |  | Tercer lugar | Tercer lugar |       |
|  | 4                   | Escocia             | 2                   |  |  |           |           |  |              |              |       |
|  |                     |                     |                     |  |  |           |           |  |              | Rusia        | 13    |
|  |                     |                     |                     |  |  |           |           |  |              | Escocia      | 4     |

## Medallistas
| Evento   | Oro                                                                                         | Plata                                                                                        | Bronce                                                                                             |
| -------- | ------------------------------------------------------------------------------------------- | -------------------------------------------------------------------------------------------- | -------------------------------------------------------------------------------------------------- |
| Femenino | Suiza · Alina Pätz · Nadine Lehmann · Marisa Winkelhausen · Nicole Schwägli · Carole Howald | Canadá · Jennifer Jones · Kaitlyn Lawes · Jill Officer · Dawn McEwen · Jennifer Clark-Rouire | Rusia · Anna Sidorova · Margarita Fomina · Alexandra Saitova · Yekaterina Galkina · Nkeiruka Yezej |